# プラチャンダ内閣
プラチャンダ内閣（プラチャンダないかく）は2008年8月に組織されたプラチャンダ（本名：プシュパ・カマル・ダハル）を首班とするネパールの内閣。ネパール共産党毛沢東主義派（後にネパール共産党統一毛沢東主義派と改称）、ネパール共産党統一マルクス・レーニン主義派（統一共産党）、マデシ人権フォーラムほかいくつかの小政党が参加する連立内閣である。

## 組閣の経緯
- 2008年8月15日 - 制憲議会でプラチャンダが共和制ネパールの初の首相に選ばれる。
- 2008年8月18日 - プラチャンダ首相、宣誓し、就任。
- 2008年8月22日 - 毛派の4閣僚およびマデシ人権フォーラムの4閣僚が就任したが、統一共産党が内閣の第2位のポストを要求して6閣僚の就任を拒否。
- 2008年8月29日 - プラチャンダ首相が統一共産党に譲歩し、副首相のポストに統一共産党のバムデヴ・ガウタムを充てることで対立が解消する。
- 2008年8月31日 - 新しく15人の閣僚（統一共産党6人、毛派5人、友愛党1人、人民戦線ネパール1人、ネパール共産党ユナイテッド派1人が就任し、内閣が本格的に始動する。

## 内閣崩壊
2009年5月4日、プラチャンダは首相を辞任し、その内閣は崩壊した。きっかけはプラチャンダが連立与党との十分な合意なしに、国軍制服組トップのルークマングド・カトワル陸軍参謀総長を一方的に解任し、これに反発した毛派以外の連立与党が閣僚を引き上げたことによる。

## 内閣の顔ぶれ
| 順位 | 閣僚名                                   | 職位（日本語）                  | 政党                         |
| ---- | ---------------------------------------- | ------------------------------- | ---------------------------- |
| 1    | プシュパ・カマル・ダハル（プラチャンダ） | 首相 兼女性と子供・社会福祉大臣 | 毛沢東派                     |
| 2    | バムデヴ・ガウタム                       | 副首相, 兼内務大臣              | 統一共産党                   |
| 3    | バーブラーム・バッタライ                 | 財務大臣                        | 毛沢東派                     |
| 4    | ウペンドラ・ヤーダブ                     | 外務大臣                        | マデシ人権フォーラム         |
| 5    | ラーム・バハドゥル・タパ（バーダル）     | 国防大臣                        | 毛沢東派                     |
| 6    | ビジャヤ・クマール・ガッチャダール       | 公共事業計画大臣                | マデシ人権フォーラム         |
| 7    | ヴィシュヌ・ポウデル                     | 水資源大臣                      | 統一共産党                   |
| 8    | クリシュナ・バハドゥル・マハラ           | 情報通信大臣                    | 毛沢東派                     |
| 9    | ジャヤプラカシュプラサッド・グプタ       | 農業・共同組合大臣              | マデシ人権フォーラム         |
| 10   | アスタラクシュミ・シャキャ               | 工業大臣                        | 統一共産党                   |
| 11   | デヴ・グルン                             | 法務・司法・制憲議会大臣        | 毛沢東派                     |
| 12   | ラジェンドラ・マハト                     | 商業・供給大臣                  | 友愛党                       |
| 13   | マトリカ・プラサド・ヤーダブ             | 土地改革大臣                    | 毛沢東派（辞任・離党）       |
| 14   | ゴパル・シャキャ                         | 青年・スポーツ大臣              | 統一共産党                   |
| 15   | レヌクマリ・ヤーダブ                     | 文部大臣                        | マデシ人権フォーラム         |
| 16   | パムパ・ブサル                           | 総務大臣                        | 毛沢東派                     |
| 17   | ヒシラ・ヤミ                             | 観光・民間航空大臣              | 毛沢東派                     |
| 18   | ギリラジ・マニ・ポカレル                 | 健康・人口大臣                  | 人民戦線ネパール             |
| 19   | キラン・グルン                           | 森林・土壌保全大臣              | 統一共産党                   |
| 20   | ジャナルダン・シャルマ（プラバカール）   | 平和・再建大臣                  | 毛沢東派                     |
| 21   | ゴパル・キランティ                       | 文化・国家再建大臣              | 毛沢東派                     |
| 22   | ラムチャンドラ・ジャー                   | 地域開発大臣                    | 統一共産党                   |
| 23   | レクラジ・バッタ                         | 労働・交通大臣                  | 毛沢東派                     |
| 24   | ガネシュ・シャー                         | 環境・科学技術大臣              | ネパール共産党ユナイテッド派 |